# 贡山紫晶报春
贡山紫晶报春（学名：Primula silaensis）为报春花科报春花属下的一个种。产于云南西北部（贡山）和与之相邻接的西藏东南部边缘地区。缅甸北部和印度阿萨姆米什米山地亦有分布。生长于高山草地湿润处和岩石边，海拔360-4000米。模式标本采自云南贡山自治县境内的夕拉（Sila）。

## 扩展阅读
維基物種上的相關：贡山紫晶报春